# Olomoucký kraj (1948–1960)
Olomoucký kraj byl správní celek v Československu, který existoval v letech 1948–1960. Jeho centrem bylo město Olomouc. Ve srovnání s moderním Olomouckým krajem byl o něco větší, měl rozlohu 6 233 km².

## Historický vývoj
Vznikl ze středních a severozápadních částí Moravy a severozápadní části Českého Slezska (téměř celé území bývalého politického okresu Jeseník a většina bývalého politického okresu Bruntál) dne 24. prosince 1948 na základě zákona o krajském zřízení, při níž bylo k 31. prosinci 1948 zrušeno zemské zřízení. Krajský národní výbor byl zřízen k 1. lednu 1949.
Kraj byl zrušen na základě zákona o územním členění státu v roce 1960, kterou se jeho území přerozdělovalo mezi kraj Jihomoravský (především území v moderním okrese Prostějov), Severomoravský (většina území) a Východočeský (katastrální území Velká Morava, Červená Voda, Šanov, Moravský Karlov, Bílá Voda, Mlýnice, Mlýnický Dvůr, Cotkytle, Strážná, Tatenice,
Krasíkov).
V současné době je území někdejšího Olomouckého kraje rozděleno mezi kraje Olomoucký (většina území), Jihomoravský (severní část vojenského újezdu Březina), Moravskoslezský (většina moderního okresu Bruntál, a katastrální území Dub a Heřmanice v moderním okrese Nový Jičín) a Pardubický (katastrální území Velká Morava, Červená Voda, Šanov, Moravský Karlov, Bílá Voda, Mlýnice, Mlýnický Dvůr, Cotkytle, Strážná, Tatenice, Krasíkov).

## Geografie
Na západě sousedil s kraji Hradeckým, Pardubickým a Brněnským; na jihu pak s Brněnským a Gottwaldovským; na jihovýchodě s Gottwaldovským; na severovýchodě s krajem Ostravským; na severu a severozápadě pak s Polskem.

## Administrativní členění
Kraj se členil na město Olomouc a 12 okresů: Bruntál, Hranice, Jeseník, Kojetín, Litovel, Olomouc, Prostějov, Přerov, Rýmařov, Šternberk, Šumperk a Zábřeh.